# Alberto Quintero (actor)
Alberto Quintero (Caracas, 13 de marzo de 1983) es un modelo, actor y cantante venezolano.

## Biografía
Alberto Quintero es un modelo, actor y cantante que nació el 13 de marzo de 1983 en Caracas, Venezuela. En 1999 participó en la serie juvenil de Venevisión  "Así es la vida", Él fue una vez parte de la Boyband Boom, y fue Mister Universo México en 2006. Ha aparecido en varios episodios de la serie de Telemundo Decisiones. Actor de telenovelas de habla hispana y también es un cotizado modelo internacional.
Ha trabajado en producciones de Venezuela, Colombia, Estados Unidos y México, país en donde ha participado en varias telenovelas y programas de entretenimiento.

## Telenovelas
- Salvador de Mujeres (Venevisión Internacional, 2010) como Fernando
- Atrévete a soñar (XEW-TV, 2009) - Johnny
- Valeria (Venevisión Internacional, 2008) - como Isidro Morales
- La manzana de la tentación (TeleColombia-Telefutura, 2007)

## Series
- Decisiones (Telemundo, EE. UU.)
- "Así es la vida" (Venevisión, 1999)